# Cantón de Saint-Sauveur-Lendelin
El cantón de Saint-Sauveur-Lendelin era una división administrativa francesa, que estaba situada en el departamento de Mancha y la región de Baja Normandía.

## Composición
El cantón estaba formado por doce comunas:
- Camprond
- Hauteville-la-Guichard
- Le Lorey
- Le Mesnilbus
- Montcuit
- Monthuchon
- Muneville-le-Bingard
- La Ronde-Haye
- Saint-Aubin-du-Perron
- Saint-Michel-de-la-Pierre
- Saint-Sauveur-Lendelin
- Vaudrimesnil

## Supresión del cantón de Saint-Sauveur-Lendelin
En aplicación del Decreto n.º 2014-246 de 25 de febrero de 2014, el cantón de Saint-Sauveur-Lendelin fue suprimido el 22 de marzo de 2015 y sus 12 comunas pasaron a formar parte; nueve del nuevo cantón de Agoun-Coutainville, dos del nuevo cantón de Coutances y una del nuevo cantón de Saint-Lô-1.